# Evangelista da Pian di Meleto
Evangelista da Pian di Meleto (né vers 1460 à Piandimeleto -  mort le 18 janvier 1549 à Urbino) est un peintre italien qui a été actif à la fin du XVe et au début du XVIe siècle dans les Marches.

## Biographie

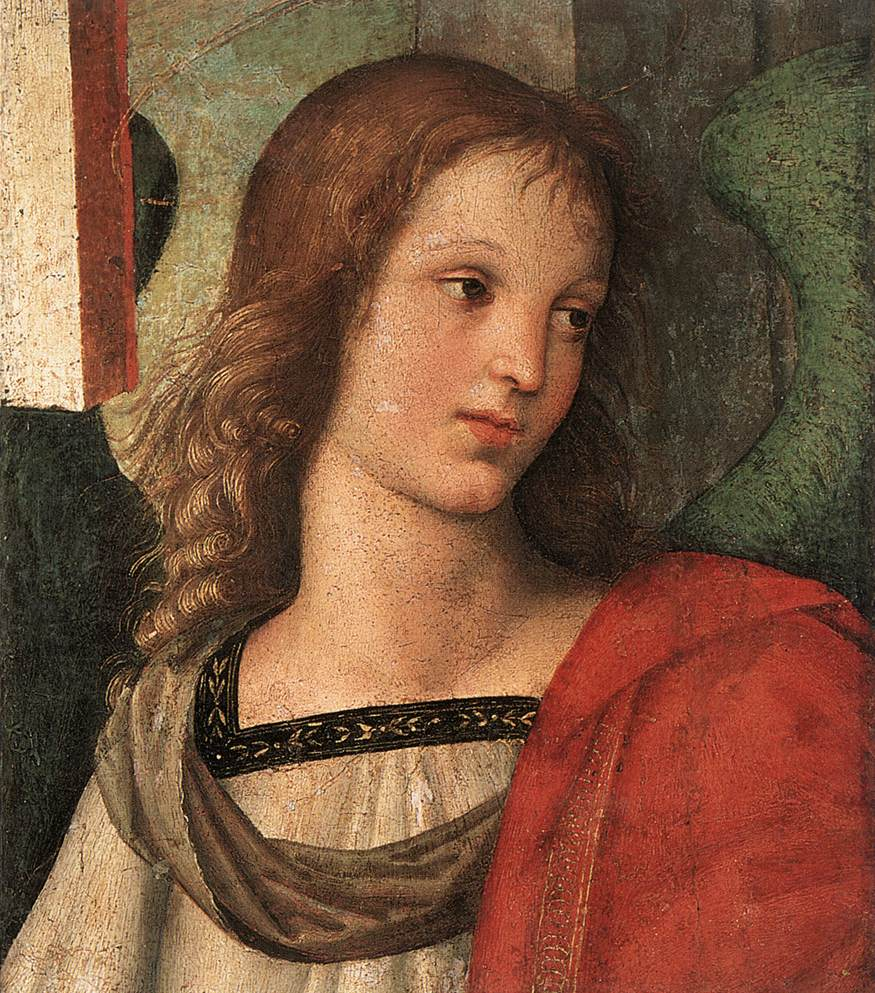
Fragment du retable Couronnement du Bienheureux Nicola da Talentino (1501), Pinacothèque Tosio Martinengo, Brescia

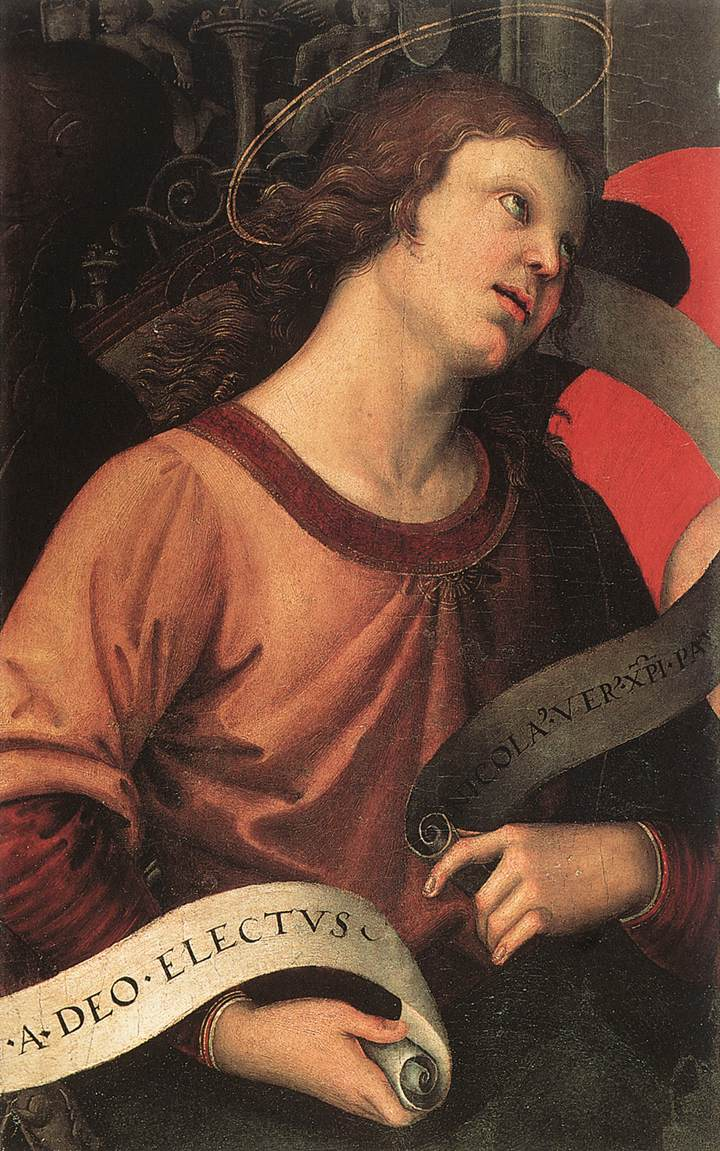
Fragment du retable Couronnement du Bienheureux Nicola da Talentino (1501), Musée du Louvre, Paris

Evangelista da Pian di Meleto a été un élève de Giovanni Santi de 1483 jusqu'à la mort de ce dernier. En 1494 il travailla auprès de Timoteo Viti à Urbino. En collaboration avec Ottaviano Prassede, il décora la chapelle du Très-Saint-Sacrement de la Cathédrale d'Urbino. Il assista le jeune Raphäel, en 1501 lors de la réalisation du retable (pala Baronci) du Bienheureux Nicola da Tolentino (Chapelle Baronci), pour l'église Sant’Agostino à Città di Castello. Ce retable a été malheureusement démembré (smembrato) à la suite d'un tremblement de terre (1789), partagé entre la Pinacothèque Tosio Martinengo de Brescia, le Musée Capodimonte de Naples, le musée du Louvre à Paris et le Musée de Detroit Institute of Arts.

## Œuvres
- Chapelle du Très-Saint-Sacrement, cathédrale d'Urbino.
- Retable du Bienheureux Nicola da Tolentino, Pinacothèque Tosio-Martinengo de Brescia, Musée Capodimonte de Naples, musée du Louvre à Paris et le Detroit Institute of Arts.
- Vierge et l'Enfant sur le trône avec saints, palais communal de Sassocorvaro.
- Crucifixion avec les saints Laurent, Roch et Sébastien, fresque, palais communal de Sassocorvaro.
- Crucifixion avec la Vierge, saint  Jean l'évangéliste et Marie-Madeleine, église paroissiale de Piandimeleto.

## Liens
- Peintres nés dans les Marches
- Renaissance à Urbino

## Sources
- (it) Cet article est partiellement ou en totalité issu de l’article de Wikipédia en italien intitulé « Evangelista da Pian di Meleto » (voir la liste des auteurs).